# Reichskommissariat Ukraine
El reichskommissariat Ukraine fue la unidad administrativa territorial de los territorios ocupados por la Alemania Nazi en la parte de la república soviética socialista de Ucrania durante la Segunda Guerra Mundial.

## Historia
El 22 de junio de 1941 las tropas de la Alemania nazi iniciaron la invasión por sorpresa a la Unión Soviética, en la denominada Operación Barbarroja. El 16 de julio de 1941, Adolf Hitler nombró a Erich Koch como reichskommissar para el planeado reichskommissariat Ukraine, creado el 20 de agosto de 1941 por un decreto del Führer. A medida que fue avanzando el Ejército alemán hacia el este, se fueron incorporando más territorios a la nueva administración.
La primera medida de Erich Koch fue clausurar las escuelas locales, pues concluyó que los niños ucranianos no necesitan escuelas, puesto que lo que tengan que aprender ya les ha sido enseñado por sus maestros alemanes.
La política alemana sobre Ucrania se basaba en los principios de una Herrenvolk (raza superior) y como tal los ucranianos debían ser tratados como simples elementos coloniales o incluso, Untermenschen ("subhumanos"). Desde el primer momento también se aplicó sin excepción la persecución contra las poblaciones de judíos o polacos que habitaran en la región. Debido a estas brutales acciones, el poder nazi en Ucrania se vio constantemente acosado por las rebeliones partisanas. Aun así, Erich Koch siguió aplicando una brutal política de ocupación y dio muestras de ello en numerosas ocasiones:

"Somos una raza superior, que debe recordar que el más humilde trabajador alemán biológicamente mil veces más valioso que la población de aquí."
Erich Koch, el 5 de marzo de 1943

La actuación de Koch tampoco levantó simpatías entre sus superiores. Ya en diciembre de 1941 el ministro del Reich para los Territorios ocupados del Este (reichsministerium für die besetzten Ostgebiete), Alfred Rosenberg, expresó su desaprobación ante Hitler por la autonomía con la que Koch actuaba en Ucrania. Sin embargo, estas quejas estaban más motivadas por problemas burocráticos y las constantes intromisiones que hacía Koch en otros territorios o administraciones fuera de su competencia.
La ocupación nazi de Ucrania acabó con la vida de millones de civiles en el Holocausto y otras matanzas masivas nazis: se estima que de 900.000 a 1,6 millones de judíos y de 3 a 4 millones de ucranianos no judíos murieron durante la ocupación; otras fuentes estiman que 5,2 millones de civiles ucranianos (de todos los grupos étnicos) perecieron debido a crímenes de lesa humanidad, enfermedades relacionadas con la guerra y hambrunas que representaban más del 12% de la población de Ucrania en ese momento.

### El final
A partir de las derrotas alemanas en Stalingrado, Kursk y Járkov, el rumbo de la guerra cambió y el Ejército Rojo comenzó a avanzar hacia el oeste, liberando los territorios ocupados por los nazis. Tras la Batalla del Dniéper los alemanes perdieron su última barrera defensiva y se vieron incapaces para defender Ucrania, perdiendo también el control de Kiev (noviembre de 1943). Tras la aplastante derrota alemana en la Ofensiva del Dniéper-Cárpatos, en la primavera de 1944 los Ejércitos soviéticos habían expulsado a la Wehrmacht de todo el suelo ucraniano, y tras la Ofensiva de Leópolis-Sandomierz, el Reichskommissariat dejó de existir por completo.

## Administración

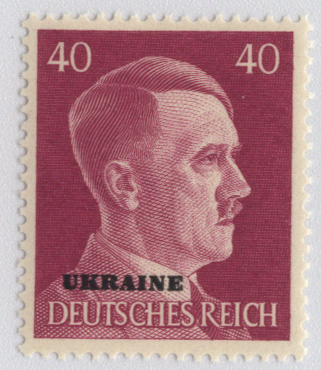
Sello de correos empleado en Ucrania con la efigie de Hitler

El Staatssekretär (Secretario de estado) Herbert Backe fue nombrado personalmente por el ministro para los Territorios ocupados del Este, Alfred Rosenberg. Su ministerio impulsó la creación de un "reichskommissar" de Ucrania para la dirección de los futuros administradores del "reichskommissariat" de Ucrania. 
La administración civil y judicial, aparte de las SS y los departamentos de justicia militar de la Wehrmacht, fue desempeñada por los "jefes de Partido", funcionarios de justicia y alcaldes locales, siempre bajo la supervisión de asesores alemanes (Schoffen) y "árbitros" (Schlichten) con amplios poderes. Los casos más importantes o situaciones que afectaran a los "derechos naturales" de cualquier sujeto "ario" eran llevados directamente desde Rowno o Berlín. Con apoyo del Volksdeutsche Mittelstelle del Partido Nazi, se creó inclusive una "colonia agrícola" para alemanes étnicos de origen rural llamada Hegewald, al sur de Zhitómir y al oeste de Kiev en calidad de "establecimiento modelo" del "Bauernwall" o "muro de campesinos".

### Organización político-administrativa

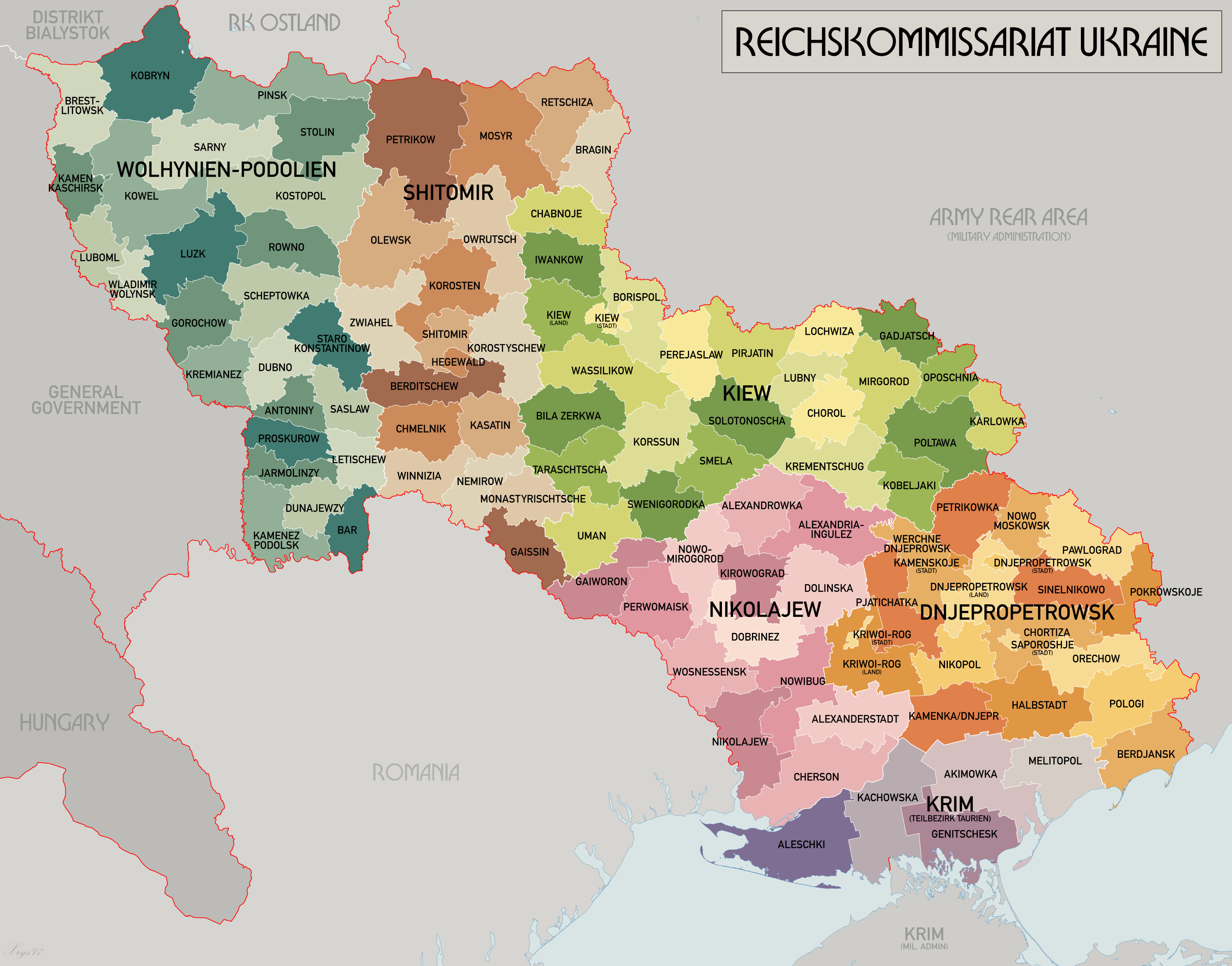
División administrativa en septiembre de 1942

A pesar de que Kiev había sido la capital histórica, la capital administrativa del Reichskommissariat estaba en Rivne (renombrada Rowno por los alemanes). Este a su vez se dividía en seis distritos o Generalbezirke, administrados por sendos Generalkommissar, que a su vez se subdividían en 114 Kreisgebiete y estos a su vez en 443 Parteien ("partidos").
Los seis Generalbezirke eran
- Wolhynien und Podolien (Volinia y Podolia), con capital en Lutsk
- Shitomir (Zhitomir), con capital en Zhytomyr
- Kiew (Kiev), con capital en Kiev
- Nikolajew (Mikolaiv), con capital en Mykolaiv
- Dnjepropetrowsk (Dnipropetrovsk), con capital en Dnipropetrovsk
- Krim-Taurien (Crimea-Taurida), con capital en Melitópol

El proyecto para el Generalbezirke Krim-Taurien, equivalente a la antigua Gubernia de Táurida del Imperio Ruso, se dividía en dos Teilbezirke (subdistritos): Krim y Taurien (aunque durante la guerra este administración solo incluía parte del territorio continental al norte de la península hasta el río Dniéper, quedando fuera la península de Crimea). En la práctica, únicamente en el segundo territorio se transfirió a una administración civil, en septiembre de 1942, mientras que Crimea permaneció bajo control militar durante toda la guerra.

### Futuras expansiones
De cara al futuro estaba prevista una expansión del Reichskommissariat Ukraine hacia el Este de los previstos Generalkommissariate Tschernigow (Chernigov), Charkow (Járkov), Stalino (Donetsk), Woronezh (Vorónezh), Rostow (Rostov), Stalingrado, y Saratow (Sarátov), lo que habría expandido los límites de esta región ocupada hasta las fronteras occidentales de Kazajistán. Además, el Reichskommissar Koch tenía ambiciones de que el Reichskommissariat se extiendera también hacia la Ciscaucasia.

## Demografía
La prensa oficial alemana en 1941 había establecido que en Ucrania el número de habitantes, urbanos y rurales, era de 39 millones de personas. Durante la existencia del Kommissariat solo se realizó un único censo oficial, que a fecha de 1 de enero de 1943 dio una cifra de 36.910.008 habitantes.